# Ояма Йосімацу
Ояма Йосімацу (яп. 大山 義松) — японський футболіст, що грав на позиції Захисника.

## Клубна кар'єра
Грав за команду Osaka SC.

## Виступи за збірну
У 1925 року дебютував в офіційних матчах у складі національної збірної Японії. У формі головної команди країни зіграв 2 матчі. Був учасником Far Eastern Championship Games 1925 року.

## Статистика
Статистика виступів у національній збірній.
| Збірна Японії | Збірна Японії | Збірна Японії |
| Роки          | Ігри          | голи          |
| ------------- | ------------- | ------------- |
| 1925          | 2             | 0             |
| Усього        | 2             | 0             |